# 阿部重典
阿部 重典（あべ しげのり、1963年〈昭和38年〉12月1日 - ）は、フリーアナウンサー。元LuckyFM茨城放送代表取締役社長・アナウンサー、茨城放送アナウンススクール校長。

## 来歴・人物
- 福島県伊達郡国見町出身。國學院大學卒業後、1986年にアナウンサーとして茨城放送（現在のLuckyFM茨城放送）に入社した。以後、編成局放送センター長、業務局次長、総務局長、編成局長、取締役を歴任し、後述の通り代表取締役社長に就任した[2]。
- 東京経済大学経済学部で指導経歴あり。
- 矢田亜希子の大ファン。矢田には「ヤダモン」という愛称をつけている。
- プロ野球では巨人と楽天の大ファン。楽天に在籍したフェルナンド・セギノールが好きである。彼のことは日本ハム在籍時から応援する。
- 愛称は「しげのり」、「しげっち」。
- 他人に対して愛称をつけるのがうまい。前述の矢田の「ヤダモン」だけでなく、芦川愛子（茨城放送アナウンサー → フリーアナウンサー）に「アッシー」、永井淑子（テレビユー福島アナウンサー → 茨城放送アナウンサー）に「トッシー」という愛称をつけている。この他にもいろいろな人たちにも愛称をつけた。
- 好きな食べ物はエスカルゴ。
- 古瀬俊介は友達であり、ライバルでもある。
- 好きな言葉は「闘魂」である。
- 鹿原徳夫、高木圭二郎を弟子として扱っている。
- 2020年5月29日、茨城放送は取締役会で阿部を社長に昇格する人事を内定したと発表した。同年6月24日開催の定時株主総会と取締役会で正式決定した。同局で生え抜きの社長就任は初めてである[2][3]。社長就任後もアナウンス業務を兼務していた[4][5]。
- 2025年6月25日、LuckyFM茨城放送の社長を退任・退社し、フリーアナウンサーとして活動を開始した[6][7]。

## 担当番組
ふれラジいばらき降板以降は、高校野球・マラソン・サッカーJリーグなどのスポーツ実況やレポーターなどの業務に関わることがある。
- おもしローカル Radi〜Oh!（月曜担当）
- IBSラジオヤングタウン[1]
- リポート茨城[1]
- おはよう阿部ニュー
- STUDIO C2 SQUARE
- 阿部重典の元気マーケット → 阿部重典のOH!ワンダフル
- 好感触ラジオ聞くエモン → B-BAPアイドル
- サンデースーパーカーニバル
- 阿部重典のアットマーク
- ふれラジいばらき（水曜・木曜担当）
- いきいき茨城ゆめ国体 総合開会式中継（2019年9月28日）
- 2020年夏季茨城県高校野球大会 実況中継（社長就任後初めての担当番組）
  - 3回戦 土浦湖北 対 常磐大（2020年7月24日）
  - 4回戦 霞ヶ浦 対 鹿島学園（2020年8月1日）
  - 準々決勝 土浦湖北 対 土浦日大（2020年8月5日）
- 追悼特別番組 ありがとう木内監督！ 高校野球 あの日、あの時、あの言葉（2020年12月27日）
- 放送エリア拡大「聴かなきゃヤバいぜ！！LuckyFM」（2021年7月1日）
- 第103回全国高校野球選手権茨城大会 実況中継
  - 3回戦 水戸葵陵 対 土浦日大（2021年7月18日）
  - 4回戦 明秀日立 対 石岡一（2021年7月20日）
  - 準々決勝 水城 対 藤代（2021年7月22日）
  - 準決勝 常総学院 対 水城（2021年7月24日）